# MC Aese
Adrián Isaac Saldaña Flandes (Guadalupe, Nuevo León; 20 de febrero de 1991), más conocido por su nombre artístico MC Aese, es un rapero mexicano.  Ganó gran popularidad en 2012 con su sencillo Dile Que en colaboración con Romo One teniendo más de 50 millones de reproducciones.

## Carrera musical

### Inicios
Para el año 2003, mientras estudiaba 6.º en la primaria, su hermana le obsequió un CD compuesto por varios cantantes de rap en español como Nach, es cuando allí conoce ese “interés” de volverse seguidor de este género. El transcurso como cualquier otro exponente de esta cultura fue desde abajo, así que empezó componiendo sus canciones y grabándolas desde un micrófono de computadora, para posteriormente descubrir que lo que quería seguir haciendo por el resto de su vida sería la música.
Luego conoció a Miza DL, otro chico que le atraía el rap y quien posteriormente le presentaría a Aese a «Los Líricos de Guerra», estos serían los que le ayudarían para grabar en un estudio con dimensiones más profesionales. Un año después conoce a Garbazento y Mc Wero, posterior a ello, comienzan a armar el estudio Punto en Serie.
El primer material discográfico de Aese salió en agosto del 2010 y llevó por nombre Primeros Niveles, compuesto por un total de 18 temas, el cual tuvo alrededor de 9 mil descargas en la web.
Su segundo disco publicado en 2011 lo tituló como «Abrochen sus cinturones» y estuvo compuesto por un total de 19 canciones y tuvo colaboraciones con exponentes como Skiper, Santa Rm, Romo One, Mc Wero, entre otros.
Su tercera producción discográfica llevó por nombre Entre las Notas y el Alcohol, publicado en el 2012, con un total de 18 temas, entre sus más destacados están: «Tras la Pantalla», «No Soy Aquel», «Sube y Baja» y «Perfecta Imperfección». Después de éste, publicó dos más, el cuarto llevó por nombre “Soy Un Músico” 2013 y el quinto “Soy Un Músico Plus” 2014.
Estos dos últimos le permitieron a Adrián llevar su música un poco más allá de donde ya lo escuchaban, teniendo una así una gira acústica por Monterrey y Torreón. Posteriormente trabajó en su proyecto «Por Amor al Arte, Harté al Amor».
Adrián ha contagiado a multitudes de jóvenes con su «Aesemanía», logrando giras en todos los estados de México y parte de Perú.
Dentro de sus producciones audiovisuales están las más destacadas «Regálame la Libertad», «Todo Terminó» con Doble D, «Rojo Manzana», «Mis Ojos en un Espejo», «Dile Que», «Jugaste Mal», entre otros.

## Discografía

### Independiente
- 2010: Primeros Niveles
- 2011: Abrochen sus cinturones
- 2012: Entre las Notas y el Alcohol
- 2014: Soy Un Músico
- 2015: Soy Un Músico Plus

### Álbumes de estudio
- 2016: Munchies
- 2016: Por amor al arte, Arté al amor
- 2017: Café de Olla
- 2018: Mint
- 2018: A Dos Dudas De La Locura
- 2020: Luz Neon